# Atletica leggera ai Giochi della XXIV Olimpiade - Staffetta 4×400 metri maschile

Video della Finale

La staffetta 4×400 metri ha fatto parte del programma maschile di atletica leggera ai Giochi della XXIV Olimpiade. La competizione si è svolta nei giorni 30 settembre-1º ottobre 1988 allo Stadio olimpico di Seul.

## Presenze ed assenze dei campioni in carica
| Competizione        | Atleta           | Prestazione | Seul 1988 |
| ------------------- | ---------------- | ----------- | --------- |
| Olimpiadi 1984      | Stati Uniti      | 2'57”91     | Presenti  |
| Commonwealth 1986   | Inghilterra      | 3'07”19     | [ E 1 ]   |
| Goodwill Games 1986 | Unione Sovietica | 3'01”25     | Assente   |
| Europei 1986        | Gran Bretagna    | 2'59"84     | Presente  |
| Asiatici 1986       | Giappone         | 3'02”33     | Presente  |
| Panamericani 1987   | Stati Uniti      | 2'59”54     | Presenti  |
| Africani 1987       | Nigeria          | 3'00”55     | Presente  |
| Mondiali 1987       | Stati Uniti      | 2'57”29     | Presenti  |

1. ↑  Ai Giochi partecipa la Gran Bretagna.

## Finale
Gli Stati Uniti non hanno rivali: del loro quartetto fanno parte i tre uomini più veloci del mondo. Non ci si chiede chi vincerà, ma quale prestazione otterranno gli americani.

I quattro frazionisti USA corrono contro il record del mondo, che resiste da vent'anni esatti: è stato ottenuto infatti ai Giochi di Città del Messico del 1968. Gli americani ottengono una grande prestazione, ma inaspettatamente eguagliano il record precedente al centesimo!
| Pos | Paese          | Atleti                                                                        | Tempo     |
| --- | -------------- | ----------------------------------------------------------------------------- | --------- |
|     | Stati Uniti    | Daniel Everett 44"0 Steve Lewis 43"6 Kevin Robinzine 44"7 Harry Reynolds 43"9 | 2'56”16 = |
|     | Giamaica       | Howard Davis Devon Morris Winthrop Graham Bert Cameron                        | 3'00”30   |
|     | Germania Ovest | Norbert Dobeleit Edgar Itt Jörg Vaihinger Ralf Lübke                          | 3'00”56   |

Altri atleti medagliati
Come consuetudine, venne assegnata la medaglia anche agli atleti che corsero nei turni preliminari, per gli Stati Uniti furono Antonio McKay e Andrew Valmon.